# Taekwondo als Jocs Olímpics d'Estiu del 2000
Als Jocs Olímpics d'Estiu del 2000 celebrats a la ciutat de Sydney (Austràlia) es disputaren 8 proves de taekwondo, quatre en categoria masculina i quatre més en categoria femenina. Aquesta fou la primera vegada que aquest esport va ser considerat com a esport oficial dins del programa olímpic, havent participat anteriorment els anys 1988 i 1992 com a esport de demostració.

## Comitès participants
Hi participaren un total de 102 taekwondistes, entre ells 54 homes i 48 dones, de 51 comitès nacionals diferents.
| - Alemanya (3) - Aràbia Saudita (1) - Argentina (2) - Austràlia (8) - Àustria (1) - Benín (1) - Brasil (1) - Canadà (1) - Colòmbia (1) - Costa d'Ivori (1) - Corea del Sud (4) - Croàcia (1) |  | - Cuba (4) - Dinamarca (2) - Egipte (3) - Eslovènia (1) - Espanya (4) - Estats Units (4) - Filipines (4) - Finlàndia (2) - França (2) - Grècia (3) - Guatemala (1) - Hongria (1) |  | - Indonèsia (1) - Iran (2) - Itàlia (3) - Japó (2) - Jordània (1) - Kuwait (1) - Lesotho (2) - Líbia (1) - Malàisia (1) - Mèxic (3) - Mònaco (1) - Marroc (3) - Països Baixos (2) - Nicaragua (1) |  | - Noruega (1) - Regne Unit (2) - Rússia (2) - Sud-àfrica (1) - Suècia (2) - Eswatini (1) - Trinitat i Tobago (1) - Turquia (2) - Xile (1) - R.P. de la Xina (3) - Xina-Taipei (4) - Veneçuela (1) - Vietnam (2) |

## Resum de medalles

### Categoria masculina
| Prova            | Or                 | Argent             | Bronze            |
| – 58 kg. Detalls | Michail Mouroutsos | Gabriel Esparza    | Huang Chih-Hsiung |
| – 68 kg. Detalls | Steven Lopez       | Sin Joon-Sik       | Hadi Saei         |
| – 80 kg. Detalls | Ángel Matos        | Faissal Ebnoutalib | Victor Estrada    |
| + 80 kg. Detalls | Kim Kyong-Hun      | Daniel Trenton     | Pascal Gentil     |

### Categoria femenina
| Prova            | Or           | Argent          | Bronze              |
| – 49 kg. Detalls | Lauren Burns | Urbia Melendez  | Chi Shu-Ju          |
| – 57 kg. Detalls | Jung Jae-Eun | Tran Hieu Ngan  | Hamide Bıkçın Tosun |
| – 67 kg. Detalls | Lee Sun-Hee  | Trude Gundersen | Yoriko Okamoto      |
| + 67 kg. Detalls | Chen Zhong   | Natalia Ivanova | Dominique Bosshart  |

## Medaller
| Posició | País            | Or | Argent | Bronze | Total |
| 1       | Corea del Sud   | 3  | 1      | 0      | 4     |
| 2       | Austràlia       | 1  | 1      | 0      | 2     |
| 2       | Cuba            | 1  | 1      | 0      | 2     |
| 4       | Estats Units    | 1  | 0      | 0      | 1     |
| 4       | Grècia          | 1  | 0      | 0      | 1     |
| 4       | R.P. de la Xina | 1  | 0      | 0      | 1     |
| 7       | Alemanya        | 0  | 1      | 0      | 1     |
| 7       | Espanya         | 0  | 1      | 0      | 1     |
| 7       | Noruega         | 0  | 1      | 0      | 1     |
| 7       | Rússia          | 0  | 1      | 0      | 1     |
| 7       | Vietnam         | 0  | 1      | 0      | 1     |
| 12      | Xina-Taipei     | 0  | 0      | 2      | 2     |
| 13      | Canadà          | 0  | 0      | 1      | 1     |
| 13      | França          | 0  | 0      | 1      | 1     |
| 13      | Iran            | 0  | 0      | 1      | 1     |
| 13      | Japó            | 0  | 0      | 1      | 1     |
| 13      | Mèxic           | 0  | 0      | 1      | 1     |
| 13      | Turquia         | 0  | 0      | 1      | 1     |